# Saint-Antonin-de-Sommaire
Saint-Antonin-de-Sommaire – miejscowość i gmina we Francji, w regionie Normandia, w departamencie Eure.
Według danych na rok 1990 gminę zamieszkiwało 188 osób, a gęstość zaludnienia wynosiła 26 osób/km² (wśród 1421 gmin Górnej Normandii Saint-Antonin-de-Sommaire plasuje się na 713 miejscu pod względem liczby ludności, natomiast pod względem powierzchni na miejscu 520).